# Małgorzata Turska
Małgorzata Turska, z d. Badocha (ur. 13 maja 1961 w Żarach) – polska koszykarka, grająca na pozycji skrzydłowej, eprezentantka Polski, dwukrotna wicemistrzyni Europy (1980, 1981).

## Kariera
Wychowanka Sprotavii Szprotawa. Od 1979 do 1993 reprezentowała barwy Łódzkiego Klubu Sportowego, z którym zdobyła 3 razy mistrzostwo Polski (1982, 1983, 1986), 1 raz wicemistrzostwo (1991) oraz 3 razy brązowe medale mistrzostw Polski (1908, 1981, 1987). Przez jeden sezon 1989/1990 występowała na Węgrzech w klubie DVTK Miscolc. W sezonie 1999/2000 wystąpiła w 8 spotkaniach drugoligowych w barwach Widzewa Łódź.
Jako reprezentantka Polski zdobyła dwukrotnie wicemistrzostwo Europy (1980, 1981). Wystąpiła także na mistrzostwach Europy w 1987 (10 miejsce) oraz mistrzostwach Europy kadetek w 1978 (9 miejsce) i mistrzostwach Europy juniorek w 1979 (5 miejsce).
Z reprezentacją Polski weteranów w tzw. "maxibaskecie" w kategorii +40 zdobyła mistrzostwo Świata w 2005 (Nowa Zelandia) oraz wicemistrzostwo Europy w 2006 (Hamburg), a w kategorii +45 wicemistrzostwo Europy w 2008 (Pesaro). W 2013 została wicemistrzynią świata w kategorii +50.